# Dentífrico de elefante

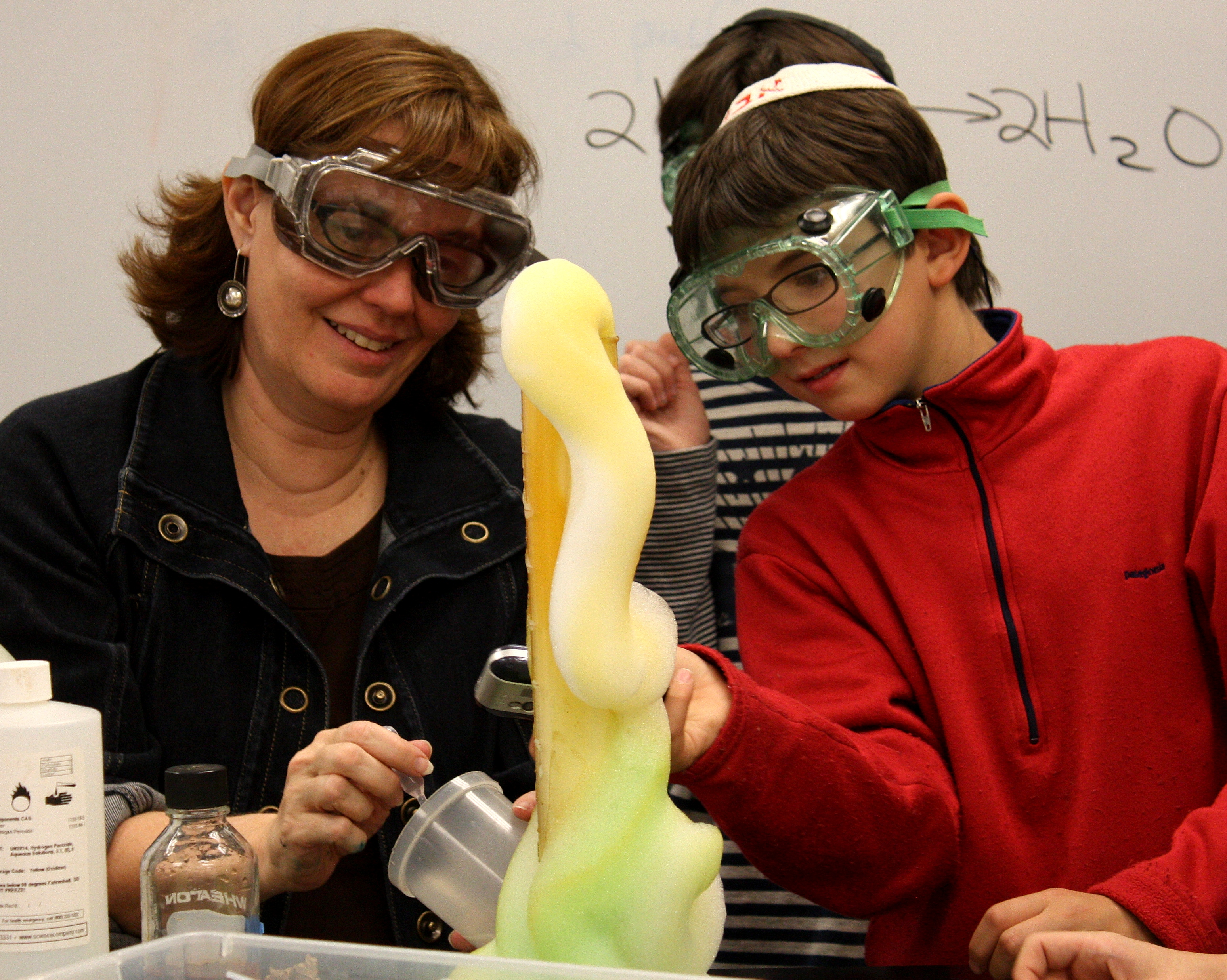
Una profesora realizando el experimento junto a un alumno

Es un popular experimento de química básica, se denomina dentífrico de elefante, pasta de dientes de elefante o volcán de espuma a una gran cantidad de espuma que se produce por la acción de la descomposición catalítica del peróxido de hidrógeno en un medio jabonoso. Con frecuencia forma parte de proyectos escolares y prácticas de laboratorio de los primeros cursos de química, por necesitarse solo un pequeño número de ingredientes fáciles de obtener y manejar, además del por su divertido y espectacular resultado....

## Descripción

### Procedimiento
Al empezar, se mezcla peróxido de hidrógeno concentrado con jabón líquido. Luego se añade una pequeña cantidad del catalizador (yoduro de potasio) para conseguir la descomposición rápida del peróxido de hidrógeno. Entonces el peróxido de hidrógeno se descompone produciendo oxígeno en forma de gas y agua. El agua jabonosa atrapa el oxígeno originando gran cantidad de burbujas, formándose así la espuma. Como una pequeña cantidad de peróxido de hidrógeno genera un gran volumen de oxígeno, se desbordará el contenedor si no es muy grande (generalmente una probeta o una botella). Si se añade algo de colorante alimenticio antes de añadir el catalizador se obtendrá espuma del color deseado.

### Explicación química
Este experimento muestra la reacción de descomposición del peróxido de hidrógeno catalizada por el yoduro potásico. El peróxido de hidrógeno (H
2O
2) normalmente se descompone produciendo oxígeno molecular y agua, pero como esta reacción es tan lenta y sus productos son incoloros no se aprecia con facilidad. Su fórmula es:
2H
2O
2 → 2H
2O
(l) + O
2 (g)
Los Ion Yoduro procedentes del yoduro potásico actúan como catalizadores que aceleran el proceso sin consumirse. La presencia de iones yoduro cambia el mecanismo de reacción por el cual ocurre la reacción:
| H 2O 2  | + | I−  | → | H 2O      | + | IO−     |   |    |                   |
| H 2O 2  | + | IO− | → | H 2O      | + | O 2     | + | I− |                   |
|         |   |     |   |           |   |         |   |    |                   |
| 2H 2O 2 |   |     | → | 2H 2O (l) | + | O 2 (g) |   |    | ΔH° = −196 kJ/mol |
Entonces se desprende rápidamente del sistema oxígeno que al quedar atrapado en el agua jabonosa forma una gran cantidad de espuma, produciendo una erupción de espuma que desborda el recipiente y permite apreciar su gran volumen. Este torrente de espuma está caliente, lo que muestra que la reacción es exotérmica (se produce calor). Se arrastran mínimas cantidades de yoduro que pueden detectarse por su color, si no se añaden colorantes al experimento.